# La nit al dia
La nit al dia (en castellano La noche al día) fue un programa de televisión que se emitía de lunes a jueves, sobre las 23:45, en TV3. Se trataba de una adaptación para TV3 del programa Newsnight de la BBC2. Estaba hecho y producido por la Corporación Catalana de Medios Audiovisuales. Su último presentador fue Albert Closas, que analizaba la actualidad desde un punto de vista crítico. 
Su última emisión fue el día 19 de junio del 2008. El invitado del último programa fue el filósofo y teólego Raimon Panikkar. Durante sus seis años de emisión han pasado más de 2000 invitados en unos 1500 programas.

## Presentadores
- Desde el inicio en el 16 de septiembre del 2002 hasta el 2 de mayo del 2008, Mònica Terribas.
- Desde el 2 de mayo del 2008 hasta el 19 de junio del 2008, Albert Closas.

## Premios
- Premio Nacional de Televisión Archivado el 1 de noviembre de 2007 en Wayback Machine. 2007 (en catalán)